# ییرژی کرن
ییرژی کُرن (چکی: Jiří Korn؛ زادهٔ ۱۷ مهٔ ۱۹۴۹) هنرمند و هنرپیشه اهل جمهوری چک است. کورن یک موسیقی‌دان بسیار تحسین‌شده در زادگاهش چکسلواکی است و پس از پنج دهه فعالیت حرفه‌ای خود، یکی از برجسته‌ترین خواننده‌ها و ترانه‌سراهای چک باقی مانده‌است.
از فیلم‌ها یا برنامه‌های تلویزیونی که وی در آن نقش داشته‌است می‌توان به باتوری اشاره کرد.
ییرژی کُرن (به چکی: Jiří Korn؛ زادهٔ ۱۷ مهٔ ۱۹۴۹ در پراگ) هنرمند، خواننده و هنرپیشه اهل جمهوری چک است. او از سال ۱۹۶۷ تا کنون در عرصهٔ موسیقی و سینما فعالیت داشته و یکی از موسیقی‌دانان بسیار تحسین‌شده در زادگاهش چکسلواکی به‌شمار می‌رود. پس از پنج دهه فعالیت حرفه‌ای، کورن همچنان از برجسته‌ترین خواننده‌ها و ترانه‌سرایان جمهوری چک باقی مانده‌است.

## زندگی
ییرژی کُرن در ۱۷ مهٔ ۱۹۴۹ در پراگ زاده شد.  

## حرفه
او فعالیت هنری خود را از سال ۱۹۶۷ آغاز کرد و علاوه بر موسیقی در عرصهٔ بازیگری نیز شناخته شده‌است. از فیلم‌ها یا برنامه‌های تلویزیونی که وی در آن نقش داشته‌است می‌توان به باتوری اشاره کرد.